# Bagagerijtuig

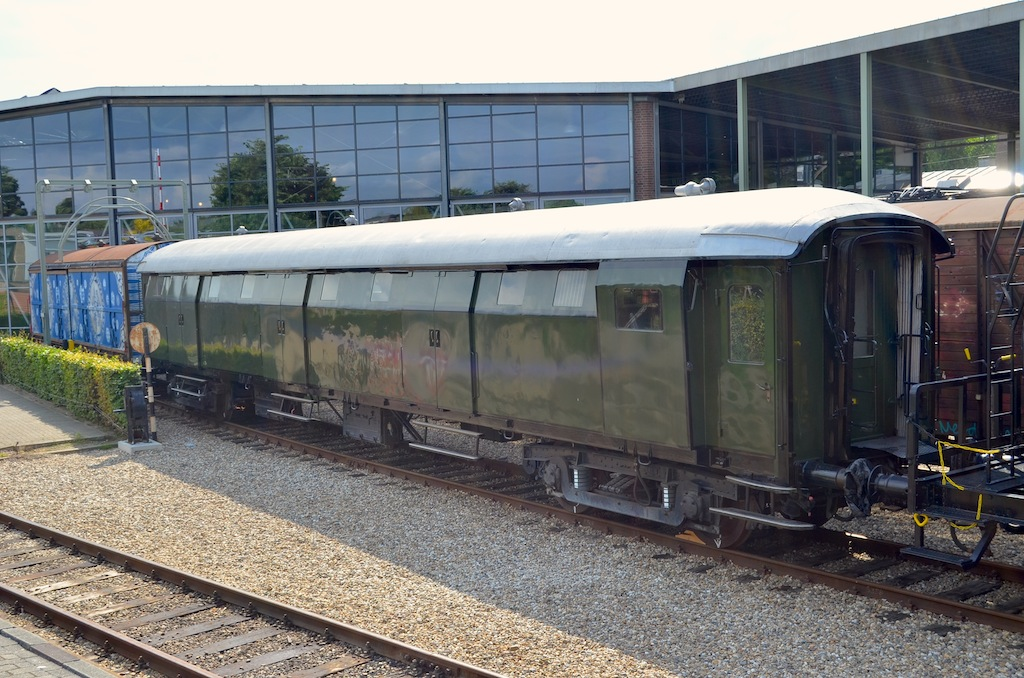
Bagagerijtuig NS D 7521 in het Nederlands Spoorwegmuseum.

Een bagagerijtuig of bagagewagen is een spoorwegrijtuig, speciaal ingericht voor het transporteren van bagage.
Vanaf de begintijd van de spoorwegen in de 19e eeuw werden (grote) bagagestukken in aparte rijtuigen vervoerd. Naast de klassenaanduiding A, B en C voor respectievelijk eerste, tweede en derde klasse, kregen bagagerijtuigen (in Nederland) veelal de aanduiding D. Bij de NBDS werd in navolging van de Pruissiche spoorwegen de letter E gebruikt. De D werd daar gebruikt voor rijtuigen van de vierde klasse.
Naast volledige bagagerijtuigen kwamen er ook gecombineerde rijtuigen voor reizigers en bagage in gebruik (bijvoorbeeld BD, tweede klasse met bagageafdeling). Ook in treinstellen werd veelal een bagageafdeling toegepast. In de huidige Nederlandse treinen vindt men nauwelijks nog bagageafdelingen, laat staan -rijtuigen, maar in andere landen, waaronder Duitsland, komt dit soort rijtuigen nog wel voor.
In Nederland zijn bij de verschillende museumorganisaties, waaronder het Spoorwegmuseum, diverse bagagerijtuigen bewaard gebleven.